# Альберт Ґрей
 Альберт Генрі Джордж Ґрей (англ. Albert Henry George Grey, 4th Earl Grey; 28 листопада 1851, Сент-Джеймський палац, Лондон — 29 серпня 1917, Говік, Нортумберленд, Англія) — 4-й граф Ґрей, політик, 9-й Генерал-губернатор Канади після федерації. Онук 26-го прем'єр-міністра Великої Британії Чарлза Ґрея.

## Вшанування пам'яті
«Кубок Ґрея» (англ. Grey Cup) — канадське професійне футбольне змагання, в якому беруть участь чоловічі збірні команди Канадської футбольної ліги.